# Arouca (freguesia)

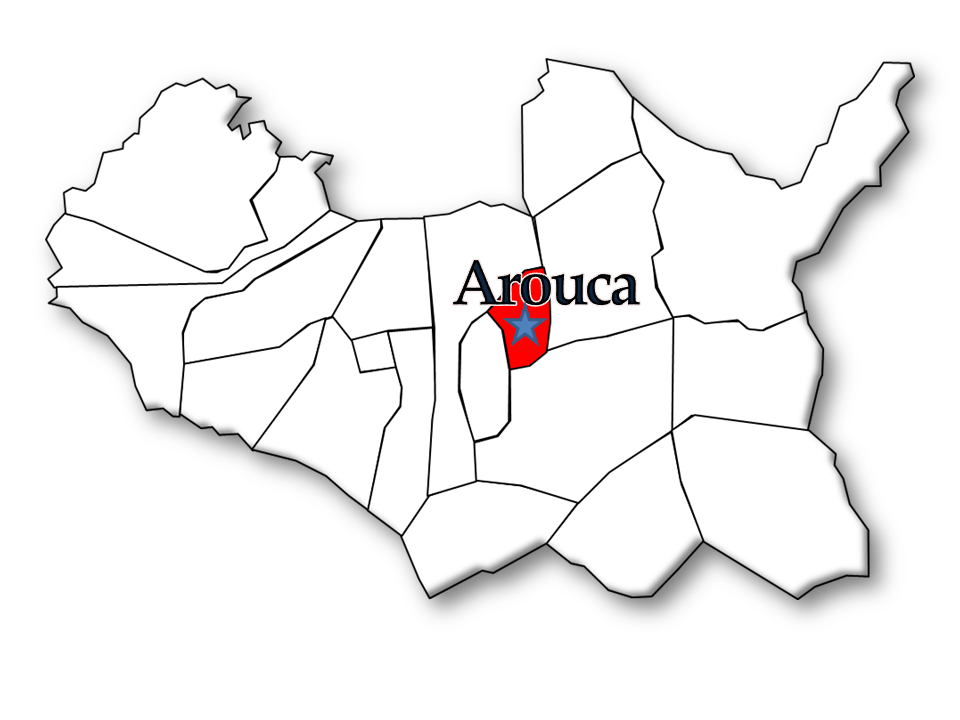
Localização no Município de Arouca

A Freguesia de Arouca foi uma freguesia portuguesa do Município de Arouca que tinha 8,49 km² de área e 3 185 habitantes (2011), e, por isso, uma densidade populacional de 375,1 hab./km².
Foi extinta em 2013, no âmbito de uma reforma administrativa nacional, tendo sido agregada à Freguesia de Burgo, para formar uma nova freguesia denominada União das Freguesias de Arouca e Burgo.

## População
| População da freguesia de Arouca | População da freguesia de Arouca | População da freguesia de Arouca | População da freguesia de Arouca | População da freguesia de Arouca | População da freguesia de Arouca | População da freguesia de Arouca | População da freguesia de Arouca | População da freguesia de Arouca | População da freguesia de Arouca | População da freguesia de Arouca | População da freguesia de Arouca | População da freguesia de Arouca | População da freguesia de Arouca | População da freguesia de Arouca |
| -------------------------------- | -------------------------------- | -------------------------------- | -------------------------------- | -------------------------------- | -------------------------------- | -------------------------------- | -------------------------------- | -------------------------------- | -------------------------------- | -------------------------------- | -------------------------------- | -------------------------------- | -------------------------------- | -------------------------------- |
| 1864                             | 1878                             | 1890                             | 1900                             | 1911                             | 1920                             | 1930                             | 1940                             | 1950                             | 1960                             | 1970                             | 1981                             | 1991                             | 2001                             | 2011                             |
| 973                              | 960                              | 1.079                            | 1.154                            | 1.230                            | 1.465                            | 1.728                            | 1.642                            | 1.762                            | 1.908                            | 2.037                            | 2.365                            | 2.816                            | 3.098                            | 3.185                            |

| Distribuição da População por Grupos Etários | Distribuição da População por Grupos Etários | Distribuição da População por Grupos Etários | Distribuição da População por Grupos Etários | Distribuição da População por Grupos Etários | Distribuição da População por Grupos Etários | Distribuição da População por Grupos Etários | Distribuição da População por Grupos Etários | Distribuição da População por Grupos Etários | Distribuição da População por Grupos Etários |
| -------------------------------------------- | -------------------------------------------- | -------------------------------------------- | -------------------------------------------- | -------------------------------------------- | -------------------------------------------- | -------------------------------------------- | -------------------------------------------- | -------------------------------------------- | -------------------------------------------- |
| Ano                                          | 0-14 Anos                                    | 15-24 Anos                                   | 25-64 Anos                                   | < 65 Anos                                    |                                              | 0-14 Anos                                    | 015-24 Anos                                  | 25-64 Anos                                   | < 65 Anos                                    |
| 2001                                         | 562                                          | 524                                          | 1534                                         | 478                                          |                                              | 18,1%                                        | 16,9%                                        | 49,5%                                        | 15,4%                                        |
| 2011                                         | 513                                          | 394                                          | 1741                                         | 537                                          |                                              | 16,1%                                        | 12,4%                                        | 54,7%                                        | 16,9%                                        |

## Património
- Mosteiro de Arouca ou Convento de Santa Maria ou Convento de Santa Mafalda ou Mosteiro de Santa Maria de Arouca e o túmulo de Santa Mafalda
- Calvário de Arouca / Púlpito de Arouca / Alminhas de Arouca
- Capela da Santa Casa da Misericórdia ou Capela da Santa Casa da Misericórdia de Arouca
- Pelourinho de Arouca
- Capela de São João Baptista
- Casas da Quinta de São Pedro, do Lagar das Freiras e de Vale de Asna
- Calçada da Portela